# 野口七海
野口 七海（のぐち ななみ、1991年（平成3年）1月31日 - ）は、四国放送（JRT）のアナウンサー。防災士。
香川県高松市出身。

## 来歴
成城大学卒業。
大学を卒業後、2013年4月から2年間NHK鳥取放送局の契約キャスターを務めていた。
NHKとの契約の終了後、2015年4月に広島テレビ放送に入社。
広島テレビを退社後、2018年4月に四国放送に入社。

## 人物・エピソード
- 成城大学在学中の2012年には、第17回新橋こいち祭ゆかた美人コンテストに出場。ファイナリストに選出。
- 現NHK高松放送局契約キャスター（元瀬戸内海放送専属で元キャストKSBパートナーズ所属）・野口春香は実妹[6]。

## 現在の担当番組

### テレビ番組
- 徳島新聞ニュース - 不定期出演
- news every.第1部徳島ローカルパート枠不定期出演
- ゴジカル! -コーナー担当不定期出演

### ラジオ番組
- バンリク - 水曜担当（2022年4月 - 2023年3月の1年間は月曜担当、2023年4月-2024年9月までとそれ以前は木曜担当、2024年10月-2025年3月までは島川未有と隔週水曜担当だった。）
- となりのラジオ-月曜担当（2025年4月-）
- STU48のすだちでキュン - 四国放送
- 徳島新聞ニュース - 不定期出演
- JRTラジオ夕刊-不定期出演

## 過去の担当番組

### テレビ番組
- ゴジカル! - ゴジカル!中継担当、ニュース担当
- STU↗でんつ!（広島テレビ） - 特別講師
- news every.（日本テレビ） - 「いまダケッ」のコーナー中継（2019年2月25日[7]・10月31日[8]）
- 日本のチカラ（テレビ朝日） - ナレーション（2021年1月30日[9]）
- ZIP! - （日本テレビ放送網） - 「日本一周 お天気カメラでNOW！ニッポン」のコーナー中継（2021年4月2日[10]）
- フォーカス徳島-月・火曜日キャスター（2023年4月3日-2025年3月25日）

### ラジオ番組
- 野口七海のなないろラジオ
- 中四国ライブネット
  - （2020年7月26日） 阿波の味覚「すだち」の魅力を再発見！
  - （2023年1月15日） FC徳島の挑戦　～Jリーグ、そして世界へ～

## NHK鳥取放送局時代
- いちおしNEWSとっとり[3]

## 広島テレビ放送時代
- テレビ派 - ニュース担当
- ひろおく便り（2017年4月3日第51回 - 2018年3月19日第100回）
- NNNストレイトニュース 広島ローカルパート